# Адран
Адран (др.-греч. Ἀδρανός) — в италийской мифологии бог огня, которому в древности поклонялись жители Сицилии. Его культ был распространён по всему острову, но главным местом его почитания был город Адран, современный Адрано, близ вулкана Этна. Согласно древним преданиям, Адран первоначально жил под Этной, пока его оттуда не выгнал поселившийся там Гефест (или Вулкан). В произведениях Элиана упоминается, что возле храма Адрана в этом городе жили около тысячи священных собак. По Нимфодору из Сиракуз, бог Адран имел облик собаки. Исихий сообщает, что Адран был отцом палик, которых ему родила нимфа Талия.